# Episodi di Ashes to Ashes (prima stagione)
La prima stagione della serie televisiva Ashes to Ashes è andata in onda dal 7 febbraio al 27 marzo 2008 sul canale BBC One. In Italia è stata trasmessa da Rai 4 dal 3 al 25 marzo 2012.
| nº | Titolo originale                   | Titolo italiano | Prima TV Regno Unito | Prima TV Italia |
| -- | ---------------------------------- | --------------- | -------------------- | --------------- |
| 1  | Episode 1 - Deja Vu                | Episodio 1      | 7 febbraio 2008      | 3 marzo 2012    |
| 2  | Episode 2 - The Happy Day          | Episodio 2      | 14 febbraio 2008     | 3 marzo 2012    |
| 3  | Episode 3 - Nothing Changes        | Episodio 3      | 21 febbraio 2008     | 11 marzo 2012   |
| 4  | Episode 4 - The Missing Link       | Episodio 4      | 28 febbraio 2008     | 11 marzo 2012   |
| 5  | Episode 5 - The Smoking Gun        | Episodio 5      | 6 marzo 2008         | 18 marzo 2012   |
| 6  | Episode 6 - Over the Hill          | Episodio 6      | 13 marzo 2008        | 18 marzo 2012   |
| 7  | Episode 7 - Charity Begins At Home | Episodio 7      | 20 marzo 2008        | 25 marzo 2012   |
| 8  | Episode 8 - Alex's Big Day         | Episodio 8      | 27 marzo 2008        | 25 marzo 2012   |

## Episodio 1
- Titolo originale: Episode 1 - Deja Vu
- Diretto da: Johnny Campbell
- Scritto da: Matthew Graham

### Trama
L'ispettore capo Alex Drake si risveglia nel 1981, dopo essere stata colpita in fronte da una pallottola sparata dal criminale Arthur Layton. Riconosciuto Gene Hunt per aver studiato il rapporto di Sam Tyler sull'esperienza vissuta nel 1973, Drake ritiene che arrestando Layton nel 1981 potrà tornare nel 2008.

## Episodio 2
- Titolo originale: Episode 2 - The Happy Day
- Diretto da: Johnny Campbell
- Scritto da: Ashley Pharoah

### Trama
Gene Hunt vuole mantenere in ordine la città in occasione delle nozze tra il Principe Carlo e Diana Spencer tenendo sotto controllo una manifestazione di protesta.
- Altri interpreti: Rupert Graves, Steve Strange

## Episodio 3
- Titolo originale: Episode 3 - Nothing Changes
- Diretto da: Bille Eltringham
- Scritto da: Julie Rutterford

### Trama
Gene e Alex indagano su un caso di stupro ai danni di una prostituta. L'esito delle indagini rischia di essere compromesso da un testimone non attendibile.

## Episodio 4
- Titolo originale: Episode 4 - The Missing Link
- Diretto da: Catherine Morshead
- Scritto da: Mark Greig

### Trama
La scoperta di un piano per vendere informazioni su segreti nucleari al Revolutionary Workers Front induce Gene ed Alex ad infiltrarsi in un sito governativo segreto ad Edgehampton, rimanendo rinchiusi in una stanza blindata. 
L'episodio è caratterizzato da una serie di richiami al thriller del 1985 Edge of Darkness, diretto da Troy Kennedy Martin.

## Episodio 5
- Titolo originale: Episode 5 - The Smoking Gun
- Diretto da: Bille Eltringham
- Scritto da: Mark Greig

### Trama
Gene e Alex sono sulle tracce di Simon Neary, un protettore e spacciatore di droga. In seguito, scoprono che Neary è coinvolto anche nel traffico di armi. Per incastrarlo, Alex convince il fidanzato di Neary a fare da esca.
- Altri interpreti: Russell Tovey

## Episodio 6
- Titolo originale: Episode 6 - Over the Hill
- Diretto da: Catherine Morshead
- Scritto da: Mick Ford

### Trama
Una rapina a mano armata mette Gene sulle tracce di Chas Cale, un criminale noto ai tempi di Manchester e con un alibi di ferro. Ray e Chris sono inviati sotto copertura nei pub locali per raccogliere indizi, ma Gene deve intervenire per salvare la vita di Alex.
- Altri interpreti: Phil Davies

## Episodio 7
- Titolo originale: Episode 7 - Charity Begins At Home
- Diretto da: Johnny Campbell
- Scritto da: Matthew Graham

### Trama
Un uomo raccoglie fondi per beneficenza girovagando per l'Inghilterra, prima di essere rapinato di tutti i soldi raccolti. Alex suggerisce di diramare un appello televisivo per sensibilizzare eventuali testimoni oculari del crimine. Gene preferisce invece procedere in maniera tradizionale e le indagini mettono in serio pericolo la vita di uno dei suoi agenti.
- Altri interpreti: Matthew Macfadyen

## Episodio 8
- Titolo originale: Episode 8 - Alex's Big Day
- Diretto da: Johnny Campbell
- Scritto da: Ashley Pharoah

### Trama
Alex cerca di impedire in tutti i modi possibili la morte dei suoi genitori causata dallo scoppio di un'autobomba assemblata e, secondo lei piazzata, dal criminale Layton.Alex ha la convinzione che impedire il loro assassinio sia il motivo del suo viaggio nel passato, e che evitare la loro morte sia il modo di ritornare alla sua vita. Così con l'aiuto di Ray cerca comicamente e tragicamente di cambiare il passato. Distrugge con un carro-armato rosa, durante il gay Pride, l'automobile dello zio sulla quale sarebbero dovuti salire quella mattina i suoi genitori. Per essere certa che il suo piano funzioni, arriva ad arrestare i 2 coniugi Price con la falsa accusa di detenzione di cocaina, proprio nel giorno di un'ispezione nella stazione di polizia da parte dell'inflessibile giudice Scarman. Purtroppo però il passato non si può cambiare e gli eventi conducono comunque allo stesso identico e preciso epilogo ma con una grande differenza: oltre a vivere l'accaduto in prima persona da bambina, lo rivive da spettatrice adulta, arrivando a scoprire un'amarissima ed inaspettata verità tenutale nascosta da sempre.
- Altri interpreti: Geoffrey Palmer, Paul Anderson